# Gare de Saubusse-les-Bains
La gare de Saubusse-les-Bains est une gare ferroviaire française située sur la commune de Saubusse (département des Landes), sur la ligne Bordeaux - Irun.

## Histoire
En 2022, la gare avait une fréquentation de 10 588 voyageurs contre 6 923 voyageurs en 2019.

## La gare
La gare est desservie par les trains TER Nouvelle-Aquitaine.